# Mark Helias
Mark Helias (New Brunswick (New Jersey), 1 oktober 1950) is een Amerikaanse jazzcontrabassist, -componist en docent.

## Biografie
Hij begon contrabas te spelen op 20-jarige leeftijd en studeerde in 1976 af aan de Yale University's School of Music met een masterdiploma. Hij studeerde ook aan de Rutgers University. Hij geeft les aan het Sarah Lawrence College, The New School en SIM (School for Improvised Music).
Helias heeft opgetreden met een breed scala aan muzikanten, in de eerste plaats met trombonist Ray Anderson, met wie hij de ironische avant-funkband Slickaphonics uit de jaren 1980 leidde en een trio met Gerry Hemingway op drums, opgericht eind jaren 1970, later BassDrumBone genaamd. Ze bleven samen spelen. Helias trad ook op met leden van de Ornette Coleman-band, Don Cherry, Dewey Redman en Ed Blackwell en met muzikanten die zijn aangesloten bij de AACM, zoals Anthony Braxton en Muhal Richard Abrams.
Sinds 1984 bracht Mark Helias zes opnamen uit onder zijn eigen naam en verder zes albums, die het archetypische improvisatietrio Open Loose leiden sinds 1996. De groep bestaat uit Helias op bas, eerst Ellery Eskelin, dan Tony Malaby op tenorsaxofoon en Tom Rainey op drums.

## Erkenning/onderscheidingen
- 2010: American Composers Orchestra Reading Commission
- 2007: Chamber Music America Grant for New Works
- 2006: Distinguished Alumnus Award Livingston College
- 1991: Meet the Composer/Readers Digest Commission
- 1990, 1993, 1995, 1996, 2000: Arts International Travel Grant
- 1988, 1994: New York Foundation for the Arts Grant in Music Composition
- 1984, 1985, 1989, 1990, 1991, 1995: NEA Grant in Jazz Performance
- 1981: CAPS Grant in Music Composition

## Discografie

### Als leader
- 2020: Roof Rights (Radio Legs)
- 2020: Available Light (Radio Legs)
- 1998: Fictionary (GM Recordings)
- 1995: Loopin' the Cool (Enja Records)
- 1992: Attack the Future (Enja)
- 1989: Desert Blue (Enja)
- 1987: The Current Set (Enja)
- 1984: Split Image (Enja)

Met Open Loose
- 2020: The Third Proposition (Radio Legs)
- 2015: The Signal Maker (Intakt Records)
- 2011: Explicit – Live at the Sunset (Marge Records)
- 2008: Strange Unison (Radio Legs)
- 2006: Atomic Clock (Radio Legs)
- 2004: Verbs of Will (Radio Legs)
- 2001: New School (Enja) Tony Malaby replaces Eskelin
- 1998: Come Ahead Back... (E1 Music/Koch Jazz) met Ellery Eskelin en Tom Rainey

### Samenwerkingen
Met Sophia Domancich en Andrew Cyrille
- 2012: Courtepointe - Live at the Sunside (Marge)

Met Terrence McManus and Gerry Hemingway
- 2011: Transcendental Numbers (NoBusiness)

Met Michael Moore, Alex Maguire en Han Bennink
- 2001: White Widow (Ramboy)

Met Mark Dresser
- 2000: The Marks Brothers (De Werf)

Met Daniele D'Agaro en U.T. Gandhi
- 1999: Gentle Ben (Nota)

Met Christy Doran, Bobby Previte, Gary Thomas
- 1991: Corporate Art (JMT Records)

Met Slickaphonics
- 1988: Live (Teldec)
- 1986: Check Your Head at the Door (Teldec)
- 1985: Humatomic Energy (Blue Heron)
- 1984: Modern Life (Enja)
- 1982: Wow Bag (Enja)

Met Ray Anderson en Gerry Hemingway a.k.a. BassDrumBone
- 2011: The Other Parade (Clean Feed Records)
- 2006: The Line Up (Clean Feed)
- 2002: March of Dimes (Data)
- 1997: (Hence the Reason) (Enja)
- 1989: Wooferlo (Soul Note) eerste album als BassDrumBone
- 1999: Cooked to Perfection (Auricle; compilatie van opnamen van 1986, 1987 en 1996)
- 1986: You Be (Minor Music)
- 1979: Oahspe (Auricle)

### As sideman
Met Ralph Alessi and Modular Theatre
- 2008: Open Season (RKM Music)

Met Barry Altschul
- 1983: Irina (Soul Note Records)
- 1980: Brahma (Sackville Records)
- 1979: Somewhere Else (Moers Music)

Met Ray Anderson
- 1991: Wishbone (Justin Time Records)
- 1984: Right Down Your Alley (Soul Note)

Met the Ed Blackwell Project
- 1993: Vol.1: What It Is? (Enja)
- 1994: Vol.2: What It Be Like? (Enja)

Met Jane Ira Bloom
- 2017: Wild Lines: Improvising Emily Dickenson (Outline)
- 2016: Early Americans (Outline)
- 2011: Wingwalker (Outline)
- 2008: Mental Weather (Outline)

Met Anthony Braxton
- 1982: Six Compositions: Quartet (Antilles Records)
- 2001: Quintet (Basel) 1977 (Hathut Records)

Met Marilyn Crispell
- 2003: Storyteller (ECM Records)

Met Franco D'Andrea
- 1991: Sei brani inediti (Red Records)
- 1984: No Idea of Time (Red)
- 1983: My One and Only Love (Red)

Met Anthony Davis
- 1978: Song for the Old World (India Navigation)

Met Benoît Delbecq Unit
- 2013: Benoît Delbecq and Fred Hersch Double Trio - Fun House (Songlines)
- 2005: Phonetics (Songlines)

Met Paul Dunmall Sun Quartet
- 2009: Ancient and Future Airs (Clean Feed)

Met Marty Ehrlich
- 2002: The Long View (Enja)
- 1999: Dark Woods Ensemble – Sojourn (Tzadik Records)
- 1997: Dark Woods Ensemble – Live Wood (Music & Arts)
- 1995: Dark Woods Ensemble – Just Before the Dawn (New World Records)

Met Ricardo Gallo's Tierra de Nadie
- 2011: The Great Fine Line (Clean Feed)

Met Dennis González NY Quartet
- 2007: Dance of the Soothsayer’s Tongue (Live at Tonic) (Clean Feed)
- 2004: NY Midnight Suite (Clean Feed)

Met Jerome Harris
- 1986: Algorithms (Minor)

Met Gerry Hemingway
- 2005: The Whimbler (Clean Feed)
- 1989: Outerbridge Crossing (Sound Aspects)
- 1978: Kwambe (Auricle)

Met Peter Herborn
- 1992: Traces of Trane (JMT)

Met David Lopato
- 1991: Inside Outside (Enemy Records)

Met Joe Lovano
- 1994: Rush Hour (Blue Note Records)

Met Michael Moore
- 1998: Bering (Ramboy)
- 1994: Chicoutimi (Ramboy)
- 1992: Home Game (Ramboy)

Met Simon Nabatov
- 2001: The Master and Margarita (Leo Records)
- 1993: Tough Customer (Enja)

Met Operazone (Bill Laswell-Alan Douglas-Karl Berger-Project)
- 2000: The Redesign (Knitting Factory)

Met Jim Pepper
- 1983: Comin' and Goin' (Europa)

Met Bobby Previte
- 1991: Music of the Moscow Circus (Gramavision Records)

Met Enrico Rava
- 2005: Flat Fleet (Philology)

Met Dewey Redman
- 1982: The Struggle Continues (ECM)
- 1978: Musics (Galaxy Records)
- 1978: Soundsigns (Galaxy)

Met Joe Rosenberg
- 2002: Do What We Must Do (CIMP)

Met Samo Salamon
- 2004, 2007: Government Cheese (Fresh Sound New Talent)
- 2004, 2006: Two Hours (Fresh Sound New Talent)

Met Dave Schnitter
- 1981: Glowing (Muse Records)

- Bibsys: 1470399607066
- Bibliothèque nationale de France: cb13895109d (data)
- Gemeinsame Normdatei: 134631730
- International Standard Name Identifier: 0000 0000 5514 7131
- Library of Congress Control Number: nr91040728
- MusicBrainz: 940c6b2f-29ab-4a07-b3ff-b621b0b9cdc5
- Nationale Bibliotheek van Israël: 987007319515805171
- Nationale Bibliotheek van Polen: a0000002657041
- Réseau des bibliothèques de Suisse occidentale: 02-A003360901
- SNAC: w6962htd
- Système universitaire de documentation: 108117847
- Virtual International Authority File: 59269742